# Чемпионат мира по хоккею на траве среди мужчин 2018
Чемпионат мира по хоккею на траве среди мужчин 2018 года (The 2018 Men’s Hockey World Cup; Кубок мира по хоккею на траве среди мужчин 2018) — 14-й чемпионат мира по хоккею на траве среди мужчин. Прошёл с 28 ноября по 16 декабря на спортивной площадке Kalinga Stadium в Бхубанешваре (Индия).

## Выбор места проведения
В марте 2013 года Австралия, Бельгия, Индия, Малайзия и Новая Зеландия были отобраны в качестве кандидатов на проведение чемпионата. Индия была объявлена принимающей страной 7 ноября 2013 года во время специальной церемонии в Лозанне, Швейцария.

## Квалификация
В связи с увеличением до 16 команд-участниц, новый квалификационный процесс был анонсирован в июле 2015 года Международной Федерацией хоккея. Каждый из континентальных чемпионов из пяти конфедераций и принимающая страна получили путёвки автоматически. К ним присоединились десять сборных команд, занявших наиболее высокие места в полуфиналах Мировой лиги по хоккею на траве (мужчины) 2016—17.
В скобках после команды указан рейтинг сборной.
| Дата                       | Соревнование                                                   | Место проведения                      | Команды прошедшие на Чемпионат                                                    |
| -------------------------- | -------------------------------------------------------------- | ------------------------------------- | --------------------------------------------------------------------------------- |
| 7 ноября 2013              | Сборная страны, принимающей чемпионат                          | Сборная страны, принимающей чемпионат | Индия (5)                                                                         |
| 15 июня −21 июня 2017      | 2016–17 Men's FIH Hockey World League Semifinals               | Лондон, Великобритания                | Англия (7) Малайзия (12) Канада (11) Пакистан (13) Китай (17)                     |
| 8-23 июля 2017             | 2016–17 Men's FIH Hockey World League Semifinals               | Йоханнесбург, ЮАР                     | Бельгия (3) Германия (6) Новая Зеландия (8) Ирландия (10) Испания (9) Франция(16) |
| 4-11 августа 2017          | Панамериканский чемпионат по хоккею на траве среди мужчин 2017 | Ланкастер, США                        | Аргентина (2)                                                                     |
| 19-27 August 2017          | Чемпионат Европы по хоккею на траве среди мужчин 2017          | Амстелвен, Нидерланды                 | Нидерланды (4)                                                                    |
| 11-15 October 2017         | Чемпионат Океании по хоккею на траве среди мужчин 2017         | Сидней, Австралия                     | Австралия (1)                                                                     |
| 22-29 октября 2017         | Чемпионат Африки по хоккею на траве среди мужчин 2017          | Исмаилия, Египет                      | ЮАР (15)                                                                          |
| 11 октября-22 октября 2017 | Чемпионат Азии по хоккею на траве среди мужчин 2017            | Дакка, Бангладеш                      | нет                                                                               |

## Формат
16 сборных на первом этапе разбиты на четыре группы по четыре команды в каждой. Победитель группы на прямую выходит в 1/4 финала, а команды занявшие второе и третье место будут разыгрывать между собой ещё четыре путёвки в 1/4 финала. Начиная с 1/4 финала турнир будет проходить по олимпийской системе с выбыванием.

## Арбитры
15 арбитров (umpires) были назначены Международной федерацией хоккея на траве на этот чемпионат.
- Diego Barbas (ARG)
- Dan Barstrow (ENG)
- Marcin Grochal (POL)
- Ben Göntgen (GER)
- Adam Kearns (AUS)
- Eric Koh (MAS)
- Lim Hong Zhen (SGP)
- Martin Madden (SCO)
- Raghu Prasad (IND)
- Javed Shaikh (IND)
- Simon Taylor (NZL)
- David Tomlinson (NZL)
- Jonas van’t Hek (NED)
- Francisco Vásquez (ESP)
- Gregory Uyttenhove (BEL)
- Peter Wright (RSA)

## Групповой этап

### Группа А
| Место | Команда        | М | В | Н | П | ГЗ | ГП | +/- | Очки |
| ----- | -------------- | - | - | - | - | -- | -- | --- | ---- |
| 1     | Аргентина      | 3 | 2 | 0 | 1 | 10 | 8  | +2  | 6    |
| 2     | Франция        | 3 | 1 | 1 | 1 | 7  | 6  | +1  | 4    |
| 3     | Новая Зеландия | 3 | 1 | 1 | 1 | 4  | 6  | -2  | 4    |
| 4     | Испания        | 3 | 0 | 2 | 1 | 6  | 7  | -1  | 2    |

| 29 ноября 2018                                       | \| Аргентина \| 4–3 Отчёт \| Испания \| \| Августин Маззилли 4', 1' · Гонсало Пейллат 15+', 49' \| Голы \| Энрике Гонсалес 3' · Джозеп Ромеу 14' · Виченц Руис 35' \| | Kalinga Stadium · Судья: Marcin Grochal Польша · Javed Shaikh Индия |
| Аргентина                                            | 4–3 Отчёт | Испания                                                             |
| Августин Маззилли 4', 1' · Гонсало Пейллат 15+', 49' | Голы | Энрике Гонсалес 3' · Джозеп Ромеу 14' · Виченц Руис 35'             |

_______________________________________________________________________________________________________
| 29 ноября 2018                      | \| Новая Зеландия \| 2–1 Отчёт \| Франция \| \| Кейн Рассел 16' · Стефан Йеннес 56' \| Голы \| Виктор Шарле 56' \| | Kalinga Stadium · Судья: Martin Madden Шотландия · Peter Wright ЮАР |
| Новая Зеландия                      | 2–1 Отчёт | Франция                                                             |
| Кейн Рассел 16' · Стефан Йеннес 56' | Голы | Виктор Шарле 56'                                                    |

_______________________________________________________________________________________________________
| 3 декабря 2018       | \| Испания \| 1–1 Отчёт \| Франция \| \| Альваро Иглесиас 48' \| Голы \| Тимоти Клемент 6' \| | Kalinga Stadium · Судья: Eric Koh Малайзия · Dan Barstrow Англия |
| Испания              | 1–1 Отчёт                                                                                     | Франция                                                          |
| Альваро Иглесиас 48' | Голы                                                                                          | Тимоти Клемент 6'                                                |

_______________________________________________________________________________________________________
| 3 декабря 2018 | \| Новая Зеландия \| 0–3 Отчёт \| Аргентина \| \| \| Голы \| Августин Маззилли 23' · Лукас Вила 41' · Лукас Мартинес 55' \| | Kalinga Stadium · Судья: Ben Göntgen Германия · Lim Hong Zhen Сингапур |
| Новая Зеландия | 0–3 Отчёт | Аргентина                                                              |
|                | Голы | Августин Маззилли 23' · Лукас Вила 41' · Лукас Мартинес 55'            |

_______________________________________________________________________________________________________
| 6 декабря 2018                            | \| Испания \| 2–2 Отчёт \| Новая Зеландия \| \| Альберт Белтран 9' · Альваро Иглесиас 27' \| Голы \| Хайден Филлипс 50' · Кейн Рассел 56' \| | Kalinga Stadium · Судья: Peter Wright ЮАР · Raghu Prasad Индия |
| Испания                                   | 2–2 Отчёт | Новая Зеландия                                                 |
| Альберт Белтран 9' · Альваро Иглесиас 27' | Голы | Хайден Филлипс 50' · Кейн Рассел 56'                           |

_______________________________________________________________________________________________________
| 6 декабря 2018                                | \| Аргентина \| 3–5 Отчёт \| Франция \| \| Лукас Мартинес 28' · Гонсало Пейллат 44', 48' \| Голы \| Хьюго Дженесте 18' · Виктор Шарле 23' · Аристид Койсне 26' · Гаспар Баумгартен 30' · Франсуа Гойе 54' \| | Kalinga Stadium · Судья: Eric Koh Малайзия · Jonas van't Hek Нидерланды                               |
| Аргентина                                     | 3–5 Отчёт | Франция                                                                                               |
| Лукас Мартинес 28' · Гонсало Пейллат 44', 48' | Голы | Хьюго Дженесте 18' · Виктор Шарле 23' · Аристид Койсне 26' · Гаспар Баумгартен 30' · Франсуа Гойе 54' |

_______________________________________________________________________________________________________

### Группа B
| Место | Команда   | М | В | Н | П | ГЗ | ГП | +/- | Очки |
| ----- | --------- | - | - | - | - | -- | -- | --- | ---- |
| 1     | Австралия | 3 | 3 | 0 | 0 | 16 | 1  | +15 | 9    |
| 2     | Англия    | 3 | 1 | 1 | 1 | 6  | 7  | -1  | 4    |
| 3     | Китай     | 3 | 0 | 2 | 1 | 3  | 14 | -11 | 2    |
| 4     | Ирландия  | 3 | 0 | 1 | 2 | 4  | 7  | -3  | 1    |

| 30 ноября 2018                      | \| Австралия \| 2–1 Отчёт \| Ирландия \| \| Блейк Говерс 11' · Тимоти Бранд 34' \| Голы \| Шейн О'Доноки 13' \| | Kalinga Stadium · Судья: Jonas van't Hek Нидерланды · Francisco Vásquez Испания |
| Австралия                           | 2–1 Отчёт | Ирландия                                                                        |
| Блейк Говерс 11' · Тимоти Бранд 34' | Голы | Шейн О'Доноки 13'                                                               |

_______________________________________________________________________________________________________
| 30 ноября 2018                     | \| Англия \| 2–2 Отчёт \| Китай \| \| Марк Глехорн 14' · Лиам Ансель 48' \| Голы \| Гу Ксяопин 5' · Ду Талак 59' \| | Kalinga Stadium · Судья: Eric Koh Kim Lai Малайзия · Gregory Uyttenhove Бельгия |
| Англия                             | 2–2 Отчёт | Китай                                                                           |
| Марк Глехорн 14' · Лиам Ансель 48' | Голы | Гу Ксяопин 5' · Ду Талак 59'                                                    |

_______________________________________________________________________________________________________
| 4 декабря 2018 | \| Англия \| 0–3 Отчёт \| Австралия \| \| \| Голы \| Якоб Уэттон 47' · Блейк Говерс 50' · Кори Вейер 56' \| | Kalinga Stadium · Судья: Raghu Prasad Индия · David Tomlinson Новая Зеландия |
| Англия         | 0–3 Отчёт                                                                                                   | Австралия                                                                    |
|                | Голы | Якоб Уэттон 47' · Блейк Говерс 50' · Кори Вейер 56'                          |

_______________________________________________________________________________________________________
| 4 декабря 2018  | \| Ирландия \| 1–1 Отчёт \| Китай \| \| Алан Сутерн 44' \| Голы \| Гу Ин 43' \| | Kalinga Stadium · Судья: Simon Taylor Новая Зеландия · Javed Shaikh Индия |
| Ирландия        | 1–1 Отчёт                                                                       | Китай                                                                     |
| Алан Сутерн 44' | Голы                                                                            | Гу Ин 43'                                                                 |

_______________________________________________________________________________________________________
| 7 декабря 2018 | \| Австралия \| 11–0 Отчёт \| Китай \| \| Блейк Говерс 10', 19', 34' · Аран Залевски 15' · Том Крейг 16' · Джереми Хайвард 22' · Якоб Уэттон 29' · Тимоти Бранд 33', 55' · Дилан Уотерспун 39' · Флинн Огилви 49' \| Голы \| \| | Kalinga Stadium · Судья: Diego Barbas Аргентина · Lim Hong Zhen Сингапур |
| Австралия | 11–0 Отчёт | Китай                                                                    |
| Блейк Говерс 10', 19', 34' · Аран Залевски 15' · Том Крейг 16' · Джереми Хайвард 22' · Якоб Уэттон 29' · Тимоти Бранд 33', 55' · Дилан Уотерспун 39' · Флинн Огилви 49' | Голы |                                                                          |

_______________________________________________________________________________________________________
| 7 декабря 2018                     | \| Ирландия \| 2–4 Отчёт \| Англия \| \| Крис Карго 35' · Шейн О'Доноки 37' \| Голы \| Давид Кондон 15' · Лиам Ансель 37' · Джеймс Галл 38' · Марк Глехорн 60+' \| | Kalinga Stadium · Судья: Marcin Grochal Польша · Ben Göntgen Германия    |
| Ирландия                           | 2–4 Отчёт | Англия                                                                   |
| Крис Карго 35' · Шейн О'Доноки 37' | Голы | Давид Кондон 15' · Лиам Ансель 37' · Джеймс Галл 38' · Марк Глехорн 60+' |

### Группа С
| Место | Команда | М | В | Н | П | ГЗ | ГП | +/- | Очки |
| ----- | ------- | - | - | - | - | -- | -- | --- | ---- |
| 1     | Индия   | 3 | 2 | 1 | 0 | 12 | 3  | +9  | 7    |
| 2     | Бельгия | 3 | 2 | 1 | 0 | 9  | 4  | +5  | 7    |
| 3     | Канада  | 3 | 0 | 1 | 2 | 3  | 8  | -5  | 1    |
| 4     | ЮАР     | 3 | 0 | 1 | 2 | 2  | 11 | -9  | 1    |

| 28 ноября 2018                       | \| Бельгия \| 2–1 Отчёт \| Канада \| \| Феликс Денайер 3' · Томас Брильс 22' \| Голы \| Марк Персон 48' \| | Kalinga Stadium · Судья: Adam Kearns Австралия · Lim Hong Zhen Сингапур |
| Бельгия                              | 2–1 Отчёт                                                                                                  | Канада                                                                  |
| Феликс Денайер 3' · Томас Брильс 22' | Голы | Марк Персон 48'                                                         |

_______________________________________________________________________________________________________
| 28 ноября 2018                                                                      | \| Индия \| 5–0 Отчёт \| ЮАР \| \| Мандеп Сингх 10' · Акашдип Сингх 12' · Симранжет Сингх 43', 46' · Лалит Упадайя 45' \| Голы \| \| | Kalinga Stadium · Судья: Ben Göntgen Германия · Diego Barbas Аргентина |
| Индия                                                                               | 5–0 Отчёт | ЮАР                                                                    |
| Мандеп Сингх 10' · Акашдип Сингх 12' · Симранжет Сингх 43', 46' · Лалит Упадайя 45' | Голы |                                                                        |

_______________________________________________________________________________________________________
| 2 декабря 2018   | \| Канада \| 1–1 Отчёт \| ЮАР \| \| Скотт Туппер 45' \| Голы \| Нкубиле Нтули 43' \| | Kalinga Stadium · Судья: Martin Madden Шотландия · Jonas van't Hek Нидерланды |
| Канада           | 1–1 Отчёт                                                                            | ЮАР                                                                           |
| Скотт Туппер 45' | Голы                                                                                 | Нкубиле Нтули 43'                                                             |

_______________________________________________________________________________________________________
| 2 декабря 2018                             | \| Индия \| 2–2 Отчёт \| Бельгия \| \| Харманпрет Сингх 30' · Симранжет Сингх 47' \| Голы \| Александр Хендрикс 8' · Симон Гуньяр 56' \| | Kalinga Stadium · Судья: Marcin Grochal Польша · Francisco Vásquez Испания |
| Индия                                      | 2–2 Отчёт | Бельгия                                                                    |
| Харманпрет Сингх 30' · Симранжет Сингх 47' | Голы | Александр Хендрикс 8' · Симон Гуньяр 56'                                   |

_______________________________________________________________________________________________________
| 8 декабря 2018                                                                      | \| Бельгия \| 5–1 Отчёт \| ЮАР \| \| Александр Хендрикс 14', 22' · Симон Гуньяр 18' · Люк Люпаер 30' · Седрик Шарлье 48' \| Голы \| Николас Спунер 1' \| | Kalinga Stadium · Судья: Eric Koh Малайзия · David Tomlinson Новая Зеландия |
| Бельгия                                                                             | 5–1 Отчёт | ЮАР                                                                         |
| Александр Хендрикс 14', 22' · Симон Гуньяр 18' · Люк Люпаер 30' · Седрик Шарлье 48' | Голы | Николас Спунер 1'                                                           |

_______________________________________________________________________________________________________
| 8 декабря 2018     | \| Канада \| 1–5 Отчёт \| Индия \| \| Флорис Ван Сон 39' \| Голы \| Харманпрет Сингх 12' · Чингленсана Сингх 46' · Лалит Упадайя 47', 57' · Амит Рохидас 51' \| | Kalinga Stadium · Судья: Dan Barstow Англия · Simon Taylor Новая Зеландия                |
| Канада             | 1–5 Отчёт | Индия                                                                                    |
| Флорис Ван Сон 39' | Голы | Харманпрет Сингх 12' · Чингленсана Сингх 46' · Лалит Упадайя 47', 57' · Амит Рохидас 51' |

_______________________________________________________________________________________________________

### Группа D
| Место | Команда    | М | В | Н | П | ГЗ | ГП | +/- | Очки |
| ----- | ---------- | - | - | - | - | -- | -- | --- | ---- |
| 1     | Германия   | 3 | 3 | 0 | 0 | 10 | 4  | +6  | 9    |
| 2     | Нидерланды | 3 | 2 | 0 | 1 | 13 | 5  | +8  | 6    |
| 3     | Пакистан   | 3 | 0 | 1 | 2 | 2  | 7  | -5  | 1    |
| 4     | Малайзия   | 3 | 0 | 1 | 2 | 4  | 13 | -9  | 1    |

| 1 декабря 2018 | \| Нидерланды \| 7–0 Отчёт \| Малайзия \| \| Йероен Хертцбергер 12', 29', 60' · Мирко Прайсер 21' · Минк Ван дер Венден 35' · Робберт Кемперман 42' · Тьерри Бринкман 57' \| Голы \| \| | Kalinga Stadium · Судья: Raghu Prasad Индия · Simon Taylor Новая Зеландия |
| Нидерланды | 7–0 Отчёт | Малайзия                                                                  |
| Йероен Хертцбергер 12', 29', 60' · Мирко Прайсер 21' · Минк Ван дер Венден 35' · Робберт Кемперман 42' · Тьерри Бринкман 57' | Голы |                                                                           |

_______________________________________________________________________________________________________
| 1 декабря 2018     | \| Германия \| 1–0 Отчёт \| Пакистан \| \| Марко Мильткау 36' \| Голы \| \| | Kalinga Stadium · Судья: Dan Barstrow Англия · David Tomlinson Новая Зеландия |
| Германия           | 1–0 Отчёт                                                                   | Пакистан                                                                      |
| Марко Мильткау 36' | Голы                                                                        |                                                                               |

_______________________________________________________________________________________________________
| 5 декабря 2018                                                                   | \| Германия \| 4–1 Отчёт \| Нидерланды \| \| Матиас Мюллер 30' · Лукас Виндфедер 52' · Марко Мильткау 54' · Кристофер Рюр 58' \| Голы \| Валентин Верга 13' \| | Kalinga Stadium · Судья: Peter Wright ЮАР · Adam Kearns Австралия |
| Германия                                                                         | 4–1 Отчёт | Нидерланды                                                        |
| Матиас Мюллер 30' · Лукас Виндфедер 52' · Марко Мильткау 54' · Кристофер Рюр 58' | Голы | Валентин Верга 13'                                                |

_______________________________________________________________________________________________________
| 5 декабря 2018   | \| Малайзия \| 1–1 Отчёт \| Пакистан \| \| Саари Файзал 55' \| Голы \| Мухаммад Атик 51' \| | Kalinga Stadium · Судья: Gregory Uttenhove Бельгия · Diego Barbas Аргентина |
| Малайзия         | 1–1 Отчёт                                                                                   | Пакистан                                                                    |
| Саари Файзал 55' | Голы                                                                                        | Мухаммад Атик 51'                                                           |

_______________________________________________________________________________________________________
| 9 декабря 2018                                                      | \| Малайзия \| 3–5 Отчёт \| Германия \| \| Тимм Герцбрух 2', 59' · Кристофер Рюр 14', 18' · Марко Мильткау 39' \| Голы \| Рахим Рази 26', 42' · Нур Набил 28' \| | Kalinga Stadium · Судья: Javed Shaikh Индия · Gregory Uyttenhove Бельгия |
| Малайзия                                                            | 3–5 Отчёт | Германия                                                                 |
| Тимм Герцбрух 2', 59' · Кристофер Рюр 14', 18' · Марко Мильткау 39' | Голы | Рахим Рази 26', 42' · Нур Набил 28'                                      |

_______________________________________________________________________________________________________
| 9 декабря 2018                                                                                        | \| Нидерланды \| 5–1 Отчёт \| Пакистан \| \| Тьерри Бринкман 7' · Валентин Верга 27' · Боб де Вогд 37' · Йоррит Крун 47' · Минк Ван дер Венден 59' \| Голы \| Мухаммад умар Бутта 9' \| | Kalinga Stadium · Судья: Martin Madden Шотландия · Francisco Vásquez Испания |
| Нидерланды                                                                                            | 5–1 Отчёт | Пакистан                                                                     |
| Тьерри Бринкман 7' · Валентин Верга 27' · Боб де Вогд 37' · Йоррит Крун 47' · Минк Ван дер Венден 59' | Голы | Мухаммад умар Бутта 9'                                                       |

_______________________________________________________________________________________________________

## Плей-офф
| 1/8 финала | 1/8 финала     | 1/8 финала |  |  | Четвертьфиналы | Четвертьфиналы | Четвертьфиналы |  |  | Полуфиналы | Полуфиналы | Полуфиналы |  |                   | Финал             | Финал             | Финал |
|            |                |            |  |  |                |                |                |  |  |            |            |            |  |                   |                   |                   |       |
|            |                |            |  |  |                |                |                |  |  |            |            |            |  |                   |                   |                   |       |
|            |                |            |  |  | A1             | Аргентина      | 2              |  |  |            |            |            |  |                   |                   |                   |       |
| B2         | Англия         | 2          |  |  | B2             | Англия         | 3              |  |  |            |            |            |  |                   |                   |                   |       |
| А3         | Новая Зеландия | 0          |  |  |                |                |                |  |  | А1         | Англия     | 0          |  |                   |                   |                   |       |
|            |                |            |  |  |                |                |                |  |  | D1         | Бельгия    | 6          |  |                   |                   |                   |       |
|            |                |            |  |  | D1             | Германия       | 1              |  |  |            |            |            |  |                   |                   |                   |       |
| С2         | Бельгия        | 5          |  |  | C2             | Бельгия        | 2              |  |  |            |            |            |  |                   |                   |                   |       |
| D3         | Пакистан       | 0          |  |  |                |                |                |  |  |            |            |            |  |                   | А1                | Бельгия           | 0 (3) |
|            |                |            |  |  |                |                |                |  |  |            |            |            |  |                   | В1                | Нидерланды        | 0 (2) |
|            |                |            |  |  | B1             | Австралия      | 3              |  |  |            |            |            |  |                   |                   |                   |       |
| A2         | Франция        | 1          |  |  | B3             | Франция        | 0              |  |  |            |            |            |  |                   |                   |                   |       |
| B3         | Китай          | 0          |  |  |                |                |                |  |  | В1         | Австралия  | 2 (3)      |  |                   |                   |                   |       |
|            |                |            |  |  |                |                |                |  |  | С3         | Нидерланды | 2 (4)      |  |                   |                   |                   |       |
|            |                |            |  |  | C1             | Индия          | 1              |  |  |            |            |            |  | Матч за 3-е место | Матч за 3-е место | Матч за 3-е место |       |
| D2         | Нидерланды     | 5          |  |  | С3             | Нидерланды     | 2              |  |  |            |            |            |  |                   | D1                | Англия            | 1     |
| C3         | Канада         | 0          |  |  |                |                |                |  |  |            |            |            |  |                   | С3                | Австралия         | 8     |

### Матчи 1/8 финала
| 10 декабря 2018                  | \| Англия \| 2–0 Отчёт \| Новая Зеландия \| \| Уилл Калнан 25' · Люк Тэйлор 44' \| Голы \| \| | Kalinga Stadium · Судья: Adam Kearns Австралия · Raghu Prasad Индия |
| Англия                           | 2–0 Отчёт                                                                                     | Новая Зеландия                                                      |
| Уилл Калнан 25' · Люк Тэйлор 44' | Голы                                                                                          |                                                                     |

_______________________________________________________________________________________________________
| 10 декабря 2018    | \| Франция \| 1–0 Отчёт \| Китай \| \| Тимоти Клемент 36' \| Голы \| \| | Kalinga Stadium · Судья: Martin Madden Шотландия · Jonas van't Hek Нидерланды |
| Франция            | 1–0 Отчёт                                                               | Китай                                                                         |
| Тимоти Клемент 36' | Голы                                                                    |                                                                               |

_______________________________________________________________________________________________________
| 11 декабря 2018                                                                                   | \| Бельгия \| 5–0 Отчёт \| Пакистан \| \| Александр Хендрикс 10' · Томас Брильс 13' · Седрик Шарлье 27' · Себастьян Докэ 35' · Том Боон 53' \| Голы \| \| | Kalinga Stadium · Судья: Marcin Grochal Польша · Dan Barstow Англия |
| Бельгия                                                                                           | 5–0 Отчёт | Пакистан                                                            |
| Александр Хендрикс 10' · Томас Брильс 13' · Седрик Шарлье 27' · Себастьян Докэ 35' · Том Боон 53' | Голы |                                                                     |

_______________________________________________________________________________________________________
| 11 декабря 2018                                                                     | \| Нидерланды \| 5–0 Отчёт \| Канада \| \| Ларс Балк 16' · Робберт Кемперман 20' · Тиес Ван Дам 40', 58' · Тьерри Бринкман 41' \| Голы \| \| | Kalinga Stadium · Судья: Peter Wright ЮАР · Diego Barbas Аргентина |
| Нидерланды                                                                          | 5–0 Отчёт | Канада                                                             |
| Ларс Балк 16' · Робберт Кемперман 20' · Тиес Ван Дам 40', 58' · Тьерри Бринкман 41' | Голы |                                                                    |

### Матчи 1/4 финала
| 12 декабря 2018          | \| Аргентина \| 2–3 Отчёт \| Англия \| \| Гонсало Пейллат 17', 48' \| Голы \| Барри Миддлетон 27' · Уилл Калнан 45' · Гарри Мартин 49' \| | Kalinga Stadium · Судья: Javed Shaikh Индия · Ben Göntgen Германия |
| Аргентина                | 2–3 Отчёт | Англия                                                             |
| Гонсало Пейллат 17', 48' | Голы | Барри Миддлетон 27' · Уилл Калнан 45' · Гарри Мартин 49'           |

_______________________________________________________________________________________________________
| 12 декабря 2018                                           | \| Австралия \| 3–0 Отчёт \| Франция \| \| Джереми Хайвард 4' · Блейк Говерс 19' · Аран Залевски 37' \| Голы \| \| | Kalinga Stadium · Судья: Lim Hong Zhen Сингапур · Gregory Uttenhove Бельгия |
| Австралия                                                 | 3–0 Отчёт | Франция                                                                     |
| Джереми Хайвард 4' · Блейк Говерс 19' · Аран Залевски 37' | Голы |                                                                             |

_______________________________________________________________________________________________________
| 13 декабря 2018      | \| Германия \| 1–2 Отчёт \| Бельгия \| \| Дитер Линнекогел 14' \| Голы \| Александр Хендрикс 18' · Том Боон 50' \| | Kalinga Stadium · Судья: Simon Taylor Новая Зеландия, · Francisco Vázquez Испания |
| Германия             | 1–2 Отчёт | Бельгия                                                                           |
| Дитер Линнекогел 14' | Голы | Александр Хендрикс 18' · Том Боон 50'                                             |

_______________________________________________________________________________________________________
| 13 декабря 2018   | \| Индия \| 1–2 Отчёт \| Нидерланды \| \| Акашдип Сингх 12' \| Голы \| Тьерри Бринкман 15' · Минк Ван дер Венден 50' \| | Kalinga Stadium · Судья: David Tomlinson Новая Зеландия · Adam Kearns Австралия |
| Индия             | 1–2 Отчёт | Нидерланды                                                                      |
| Акашдип Сингх 12' | Голы | Тьерри Бринкман 15' · Минк Ван дер Венден 50'                                   |

_______________________________________________________________________________________________________

### Матчи 1/2 финала
| 15 декабря 2018 | \| Англия \| 0–6 Отчёт \| Бельгия \| | Kalinga Stadium · Судья: David Tomlinson Новая Зеландия · Ben Göntgen Германия |
| Англия          | 0–6 Отчёт                            | Бельгия                                                                        |

_______________________________________________________________________________________________________
| 15 декабря 2018 | \| Австралия \| (3) 2–2 (4) Отчёт \| Нидерланды \| | Kalinga Stadium · Судья: Martin Madden Шотландия · Dan Barstow Англия |
| Австралия       | (3) 2–2 (4) Отчёт                                  | Нидерланды                                                            |

_______________________________________________________________________________________________________

### Матч за 3-е место
| 16 декабря 2018 | \| Англия \| 1–8 \| Австралия \| | Kalinga Stadium · Судья: Javed Shaikh Индия · David Tomlinson Новая Зеландия |
| Англия          | 1–8                              | Австралия                                                                    |

_______________________________________________________________________________________________________

### Финал
| 16 декабря 2018 | \| Бельгия \| (3) 0–0 (2) \| Нидерланды \| | Kalinga Stadium · Судья: Adam Kearns Австралия · Marcin Grochal Польша |
| Бельгия         | (3) 0–0 (2)                                | Нидерланды                                                             |

_______________________________________________________________________________________________________

## Итоговая таблица
| Место | Сборная        |
| ----- | -------------- |
| 1     | Бельгия        |
| 2     | Нидерланды     |
| 3     | Австралия      |
| 4     | Англия         |
| 5     | Германия       |
| 6     | Индия          |
| 7     | Аргентина      |
| 8     | Франция        |
| 9     | Новая Зеландия |
| 10    | Китай          |
| 11    | Канада         |
| 12    | Пакистан       |
| 13    | Испания        |
| 14    | Ирландия       |
| 15    | Малайзия       |
| 16    | ЮАР            |